# Camponotus tritschleri
Camponotus tritschleri é uma espécie de inseto do gênero Camponotus, pertencente à família Formicidae.